# The Kylie Collection
The Kylie Collection je prva kompilacija z remiksi avstralske pop pevke Kylie Minogue.
Leta 1988 je izšel na Novi Zelandiji in Avstraliji pri založbi Mushroom Records.
Album je vključeval pesmi z njenega debitantskega albuma in remikse njenih najpopularnejših pesmi.

## Seznam pesmi
| Št.             | Naslov                                                                      | Dolžina |
| --------------- | --------------------------------------------------------------------------- | ------- |
| 1.              | „I Should Be So Lucky‟                                                      | 3:24    |
| 2.              | „The Loco-Motion‟                                                           | 3:14    |
| 3.              | „Je Ne Sais Pas Pourquoi‟                                                   | 3:51    |
| 4.              | „It's No Secret‟                                                            | 3:55    |
| 5.              | „Got to Be Certain‟                                                         | 3:17    |
| 6.              | „Turn It Into Love‟                                                         | 3:36    |
| 7.              | „I Miss You‟                                                                | 3:15    |
| 8.              | „I'll Still Be Loving You‟                                                  | 3:45    |
| 9.              | „Look My Way‟                                                               | 3:35    |
| 10.             | „Love at First Sight‟                                                       | 3:09    |
| 11.             | „I Should Be So Lucky‟ (razširjeni remiks)                                  | 6:08    |
| 12.             | „The Loco-Motion‟ (remiks Kohaku)                                           | 5:59    |
| 13.             | „Je Ne Sais Pas Pourquoi‟ (remiks Moi Non Plus)                             | 5:55    |
| 14.             | „Got to Be Certain‟ (razširjena verzija)                                    | 6:37    |
| 15.             | „Made in Heaven‟ (remiks Maid In Australia – alias: remiks Maid In England) | 6:20    |
| Skupna dolžina: | Skupna dolžina:                                                             | 64:00   |

| Video album | Video album                           | Video album |
| Št.         | Naslov                                | Dolžina     |
| ----------- | ------------------------------------- | ----------- |
| 1.          | „I Should Be So Lucky‟ (videospot)    |             |
| 2.          | „Got to Be Certain‟ (videospot)       |             |
| 3.          | „The Loco-Motion‟ (videospot)         |             |
| 4.          | „Je Ne Sais Pas Pourquoi‟ (videospot) |             |
| 5.          | „It's No Secret‟ (videospot)          |             |
| 6.          | „Made in Heaven‟ (videospot)          |             |